# Sofie Royer

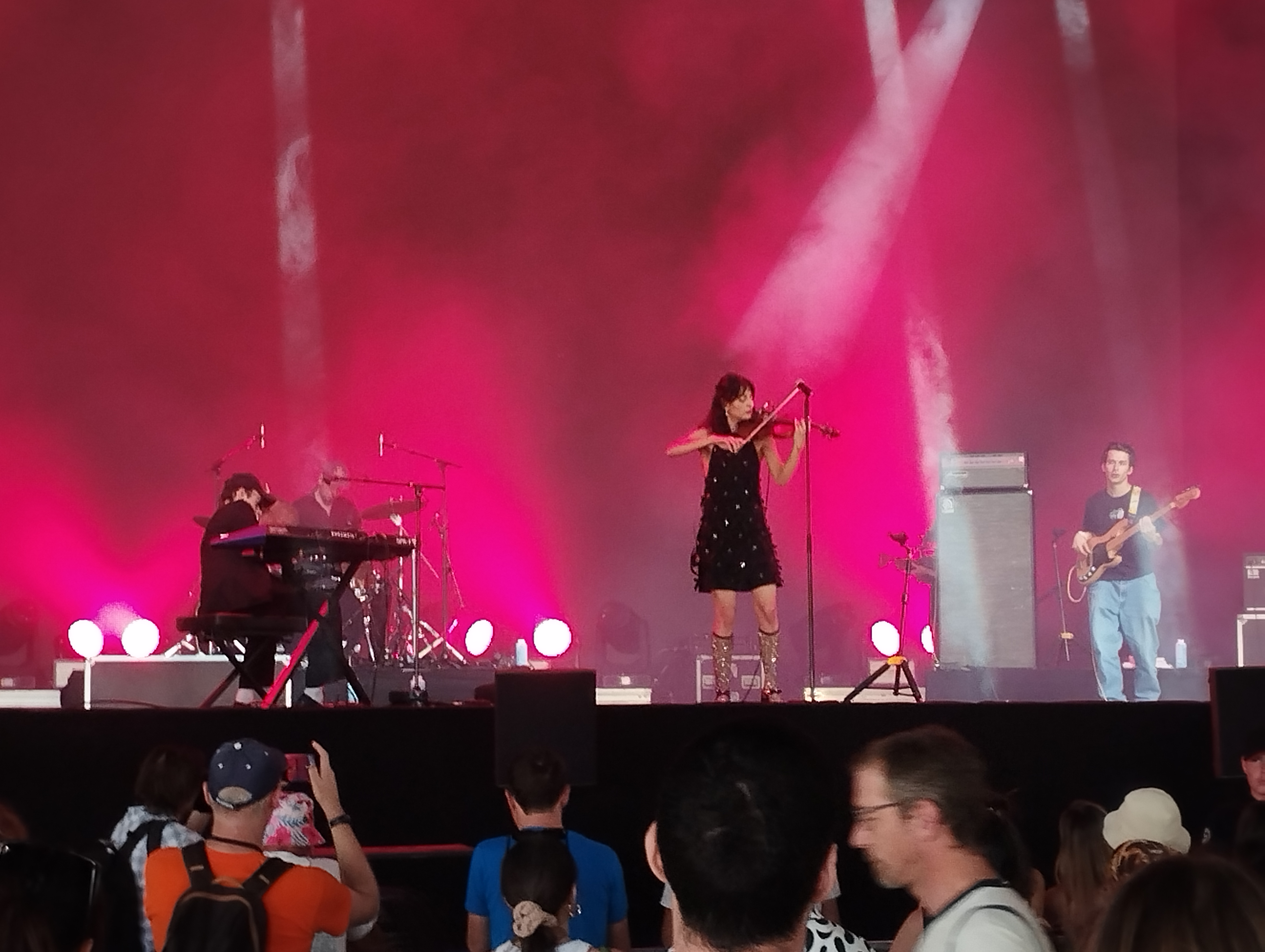
Sofie Royer, 2023

Sofie Royer (* 9. August 1991 in Palo Alto, bürgerlich Sofie Fatouretchi) ist eine österreichisch-iranisch-US-amerikanische Popmusikerin, Malerin und DJ.

## Leben
Sofie Royer wurde in Palo Alto als Tochter einer Österreicherin und eines Iraners geboren. Im Alter von zwölf Jahren zog sie mit ihrer Familie nach Wien und schloss mit 16 Jahren das Gymnasium mit der Matura sowie das Internationale Baccalauréat ab. Am Konservatorium Wien studierte sie klassische Geige. 2012 zog sie zurück in die USA, wo sie für das Label Stones Throw Records arbeitete. Nach einem DJ-Auftritt für Boiler Room im Februar 2012 fing sie zunächst in Teilzeit beim Boiler Room an, in Los Angeles Shows zu kuratieren und das Projekt mit auszubauen. Ihre Mitarbeit führte sie später nach New York und London als Creative Director. Ende der 2010er-Jahre zog sie nach Wien zurück und produzierte dort ihr Debütalbum.
Sofie spielt Geige in der Wiener Akademischen Philharmonie, studiert Malerei an der Universität für Angewandte Kunst und zeigte 2022 eigene Werke in der L.art Galerie in Salzburg. Sie ist weiterhin als DJ tätig und hat eigene Radiosendungen auf FM4 und NTS. 2024 übernahm sie eine kleine Filmrolle in Emmanuelle, in der sie ihre eigenen Lieder singt.

## Stil
Sofie Royers Musik wird dem Synthiepop, Italo Disco und Softrock zugeordnet, ihre Texte sind in den Sprachen Englisch, Französisch und Deutsch verfasst. Sie produziert ihre Musik selbst und spielt neben dem Gesang die Instrumente auch bis auf wenige Ausnahmen selbst ein.

## Diskografie
Alben
- 2020: Cult Survivor (Stones Throw Records)
- 2022: Harlequin (Stones Throw Records)
- 2024: Young-Girl Forever (Stones Throw Records)

Kompilationen
- 2016: Sofie’s SOS Tape (Stones Throw Records)

Singles
- 2024: Paris is burning (mit Alexander Dexter Jones, Stones Throw Records)